# ديفيد كامبل (عداء المسافات المتوسطة)
ديفيد كامبل هو عداء مسافات متوسطة كندي، ولد في 31 أغسطس 1960 في هاليفاكس في كندا.

## وصلات خارجية
- ديفيد كامبل على موقع أوليمبيديا (الإنجليزية)
- ديفيد كامبل على موقع اللجنة الأولمبية الكندية (الإنجليزية)